# Jens Sørensen-Saksager
Jens Sørensen-Saksager (31. marts 1849 i Hasseris ved Aalborg – 18. april 1934 i Vrå) var en dansk gårdejer, direktør og politiker.
Han var søn af gårdejer Søren Jensen og Hustru Margrethe f. Nørgaard. Han var sognerådsformand 1878-82; medlem af Hjørring Amtsråd 1883-1907; skoledirektionsmedlem fra 1901; i bestyrelsen for Hjørring Amts Landboforening 1882. 1907, de sidste 11 år som formand; formand for Hjørring Andelsslagteri; vurderingsformand for Viborg Kreditforening 1879-89, næstformand i sammes repræsentantskab fra 1905, formand 1911, medlem af direktionen fra 1913, ekspropriationskommissionsmedlem ved tre jernbaneanlæg i Vendsyssel, formand i Kommissionen angående Jordlodder til Landarbejdere i Hjørring Amt fra 1899; landvæsenskommissær fra 1889; medlem af Bestyrelsen for Udlån af offentlige Midler fra 1889 til 1913; medlem af Hingsteskuekommissionen for Hjørring Amt fra 1905, formand fra 1912; næstformand i Foreningen af jydske Landboforeninger; medlem af Det kgl. danske Landhusholdningsselskabs bestyrelsesråd; formand for De samvirkende danske Andelsslagterier, medlem af Andelsudvalget, repræsentant for Landbygningernes alm. Brandforsikring 1903-27, repræsentant i Hedeselskabet fra 1910, i repræsentantskabet og forretningsudvalget for Hjørring Laane- og Diskontobank fra 1921, i bestyrelsen for Dansk Eksportforening samt Landstingsmand fra 1905 til 1914 (for Venstre). Han var Ridder af Dannebrog og Dannebrogsmand.
Han var gift med Johanne f. Rasmussen, f. 30. november i Budolfi Landsogn.